# Central Island
Central Island, també anomenada Crocodile Island, és una illa volcànica al mig de llac Turkana en territori kenyata. És també protegit sota la figura del parc nacional Central Island, el qual és governat pel Servei de la Vida Silvestre de Kenya. La formen més d'una dotzena de cràters i cons volcànics, tres dels quals són ocupats per llacs petits. Els dos llacs més grans omplen parcialment cràters de fins a un quilòmetre d'amplària i una vuitantena de metres, amb els llits propers al nivell marítim. El punt més alt de la predominantment illa basàltica assoleix els 550 m, uns 190 m per sobre la superfície de llac. Una petita cadena de cràters d'explosió alineats en sentit est-oest talla el costat oriental del l'illa de tres quilòmetres d'amplària. Moltes de les petites illes al sud-est representen cràters parcialment submergits, i altres cons i colls volcànics jauen sota la superfície del llac a prop de l'illa.
Els tuffs i laves més recents de Central Island daten de l'Holocè (Karson i Curtis, 1992). L'activitat de fumaroles es concentra al llarg dels marges nord-est i sud-est del cràter central, i als anys 1930 s'observaren esprais de sofre sortint de les fumaroles. El 1974 s'observà una emissió intensa de sofre fos i núvols de vapor.